# Ninja III
Série
Ultime Violence : Ninja 2
(1983)
Pour plus de détails, voir Fiche technique et Distribution.
Ninja III : La Domination (Ninja III: The Domination) est un film  réalisé par Sam Firstenberg et sorti en 1984. Ce film est le troisième de la série Ninja, le premier étant L'Implacable Ninja, et le second Revenge of the Ninja ; ils n'ont aucun lien les uns avec les autres.

## Synopsis
Une femme, employée des télécommunications de Phoenix et passionnée d'aérobic, vient en aide à un assassin ninja plutôt efficace. Malheureusement il meurt devant ses yeux en lui léguant son Ninjatō. Cette dernière arme se révèle possédée par un esprit séculaire conférant des pouvoirs d'assassins ninja.

## Fiche technique
- Titre original : Ninja III: The Domination
- Titre français : Ninja 3 : La domination[1]
- Réalisation :  Sam Firstenberg
- Scénario : James R. Silke
- Photo : Hanania Baer
- Musique : Udi Harpaz, Misha Segal
- Producteur : Yoram Globus, Menahem Golan, David Womark
- Distribution : Cannon Films, MGM / United Artists
- Pays d’origine : États-Unis
- Genre : Horreur, Action
- Langue : anglais
- Durée : 92 minutes
- Date de sortie : 1984

Interdit aux moins de 16 ans.

## Distribution
- Sho Kosugi : Yamada
- Lucinda Dickey : Christie
- Jordan Bennett : Billy Secord
- James Hong : Miyashima
- David Chung : Black Ninja
- Dale Ishimoto : Okuda

## Anecdotes
Le film est très marqué par les années 1980. Le personnage de Christie rappelle le film Flashdance.
Il ne serait pas étonnant que le film ait inspiré la série Kill Bill. Nous y retrouvons des combats de sabre ainsi qu'un personnage masculin, rappelant étrangement Elle Driver par son cache-œil et sa maîtrise de technique d'art martiaux.
La borne d'arcade de jeu vidéo dans l'appartement de Christie est un prototype du jeu Bouncer d'Entertainment Sciences. Pour des raisons financières, la borne n'a jamais été commercialisée.
Lucinda Dickey a été choisie parce qu'elle avait joué dans Break Street 84 mais aussi pour ses capacités physiques à réaliser les cascades.
Le film a été tourné à Phoenix. Papago Park, où le Zoo de Phoenix est situé, est un endroit très reconnaissable.
La jaquette distribuée en France est manifestement truffée d'erreurs. Titre retenu pour la version française : Commando Ninja. Les photos ainsi que le résumé ne correspondent pas du tout au contenu du film.
Il est fait mention de ce film dont l'histoire est résumée par le personnage de Wesley Fist (Austin Crute) dans le neuvième et avant-dernier épisode "Josh face à l'apocalypse, le retour" de la serie Netflix Daybreak (2019).     

## Bande son
- Dave Powell - Body Shop
- Dave Powell - Starting Out Right
- Dave Powell - Welcome to the Party
- Misha Segal and Udi Harpaz - Synthesizer Score